# Cosmia rhombica
Cosmia rhombica är en fjärilsart som beskrevs av Hüfnagel 1766. Cosmia rhombica ingår i släktet Cosmia och familjen nattflyn. Inga underarter finns listade i Catalogue of Life.